# بکوچیول
بکوچیول (به انگلیسی: Bakuchiol) با فرمول شیمیایی C۱۸H۲۴OO یک ترکیب شیمیایی با شناسه پاب‌کم ۵۴۶۸۵۲۲ است. که جرم مولی آن ۲۵۶٫۳۸ گرم بر مول می‌باشد.